# Giuseppe D'Annibale
Giuseppe D'Annibale, italijanski rimskokatoliški duhovnik, škof in kardinal, * 22. september 1815, Borbona, † 18. julij 1892.

## Življenjepis
21. septembra 1839 je prejel duhovniško posvečenje.
12. avgusta 1881 je bil imenovan za naslovnega škofa Karistusa in 14. avgusta istega leta je prejel škofovsko posvečenje.
11. februarja 1889 je bil povzdignjen v kardinala in imenovan za kardinal-duhovnika Ss. Bonifacio ed Alessio.
22. junija 1890 je postal prefekt Kongregacije za odpustke in relikvije.